# Karl af Angoulême
Karl af Orléans, greve af Angoulême (fransk: Charles d'Orléans, Comte d'Angoulême), (født 1459, død 1. januar 1496) var et medlem af den franske kongefamilie. 

## Medlem af kongefamilien
Karl af Angoulême var oldesøn af kong Karl den vise af Frankrig, og han var søn af Johan af Orléans, greve af Valois-Angoulême. 
Karl af Angoulême blev forfader til samtlige franske konger efter 1515. Frans 1. af Frankrig var hans søn. Henrik 2. af Frankrig var hans sønnesøn.
Desuden blev Karl oldefar til brødrene Frans 2. af Frankrig, Karl 9. af Frankrig og Henrik 3. af Frankrig samt til deres halvfætter Henrik 4. af Frankrig. 

## Ægteskaber
Karl af Angoulême var gift tre gange. Hans tredje ægteskab var med Louise af Savoyen. Hun var arving til hertugdømmet Bourbon. Som enke blev hun regent af Frankrig. 
Karl og Louise fik børnene:
- Margrete d'Angoulême (1492 – 1549), der blev dronning af Navarra og mormor til kong Henrik 4. af Frankrig.
- François d'Angoulême (1494 – 1547), der blev kong Frans 1. af Frankrig.